# Dolichopus consimilis
Dolichopus consimilis är en tvåvingeart som beskrevs av Johan August Wahlberg 1851. Dolichopus consimilis ingår i släktet Dolichopus och familjen styltflugor. Arten är reproducerande i Sverige. Inga underarter finns listade i Catalogue of Life.